# Liste der Monuments historiques in Bonnelles
Die Liste der Monuments historiques in Bonnelles führt die Monuments historiques in der französischen Gemeinde Bonnelles auf.

## Liste der Bauwerke
| Bezeichnung       | Beschreibung | Standort | Kennzeichnung | Schutzstatus | Datum | Bild           |
| ----------------- | ------------ | -------- | ------------- | ------------ | ----- | -------------- |
| Schloss Bonnelles |              | (Lage)   | PA78000028    | Inscrit      | 2010  | weitere Bilder |

## Liste der Objekte
- Monuments historiques (Objekte) in Bonnelles in der Base Palissy des französischen Kultusministeriums